# 대학산
대학산(大學山)은 대한민국 강원특별자치도 홍천군 영귀미면과 서석면에 걸쳐 있는 높이 876m의 산이다.

## 같이 보기
- 한국의 산